# Selección de fútbol sub-17 de Singapur
La Selección de fútbol sub-17 de Singapur es el equipo que representa al país en el Mundial Sub-17, el Campeonato Sub-16 de la AFC y en el Campeonato Sub-16 de la AFF; y es controlado por la Asociación de Fútbol de Singapur.

## Participaciones

### Mundial Sub-17
| Año                         | Fase            | Posición        | PJ              | PG              | PE              | PP              | GF              | GC              |
| --------------------------- | --------------- | --------------- | --------------- | --------------- | --------------- | --------------- | --------------- | --------------- |
| China 1985                  | No se clasificó | No se clasificó | No se clasificó | No se clasificó | No se clasificó | No se clasificó | No se clasificó | No se clasificó |
| Canadá 1987                 | No se clasificó | No se clasificó | No se clasificó | No se clasificó | No se clasificó | No se clasificó | No se clasificó | No se clasificó |
| Escocia 1989                | No se clasificó | No se clasificó | No se clasificó | No se clasificó | No se clasificó | No se clasificó | No se clasificó | No se clasificó |
| Italia 1991                 | No se clasificó | No se clasificó | No se clasificó | No se clasificó | No se clasificó | No se clasificó | No se clasificó | No se clasificó |
| Japón 1993                  | No se clasificó | No se clasificó | No se clasificó | No se clasificó | No se clasificó | No se clasificó | No se clasificó | No se clasificó |
| Ecuador 1995                | No se clasificó | No se clasificó | No se clasificó | No se clasificó | No se clasificó | No se clasificó | No se clasificó | No se clasificó |
| Egipto 1997                 | No se clasificó | No se clasificó | No se clasificó | No se clasificó | No se clasificó | No se clasificó | No se clasificó | No se clasificó |
| Nueva Zelanda 1999          | No se clasificó | No se clasificó | No se clasificó | No se clasificó | No se clasificó | No se clasificó | No se clasificó | No se clasificó |
| Trinidad y Tobago 2001      | No se clasificó | No se clasificó | No se clasificó | No se clasificó | No se clasificó | No se clasificó | No se clasificó | No se clasificó |
| Finlandia 2003              | No se clasificó | No se clasificó | No se clasificó | No se clasificó | No se clasificó | No se clasificó | No se clasificó | No se clasificó |
| Perú 2005                   | No se clasificó | No se clasificó | No se clasificó | No se clasificó | No se clasificó | No se clasificó | No se clasificó | No se clasificó |
| Corea del Sur 2007          | No se clasificó | No se clasificó | No se clasificó | No se clasificó | No se clasificó | No se clasificó | No se clasificó | No se clasificó |
| Nigeria 2009                | No se clasificó | No se clasificó | No se clasificó | No se clasificó | No se clasificó | No se clasificó | No se clasificó | No se clasificó |
| México 2011                 | No se clasificó | No se clasificó | No se clasificó | No se clasificó | No se clasificó | No se clasificó | No se clasificó | No se clasificó |
| Emiratos Árabes Unidos 2013 | No se clasificó | No se clasificó | No se clasificó | No se clasificó | No se clasificó | No se clasificó | No se clasificó | No se clasificó |
| Chile 2015                  | No se clasificó | No se clasificó | No se clasificó | No se clasificó | No se clasificó | No se clasificó | No se clasificó | No se clasificó |
| India 2017                  | Por definirse   | Por definirse   | Por definirse   | Por definirse   | Por definirse   | Por definirse   | Por definirse   | Por definirse   |
| Total                       | 0/16            | 0º              | 0               | 0               | 0               | 0               | 0               | 0               |

### Campeonato Sub-16 de la AFC
| AFC U-16 Championship | AFC U-16 Championship | AFC U-16 Championship | AFC U-16 Championship | AFC U-16 Championship | AFC U-16 Championship | AFC U-16 Championship | AFC U-16 Championship | AFC U-16 Championship |
| Año                   | Resultado             | J                     | G                     | E                     | P                     | GF                    | GC                    |                       |
| --------------------- | --------------------- | --------------------- | --------------------- | --------------------- | --------------------- | --------------------- | --------------------- | --------------------- |
| 1985                  | No clasificó          | No clasificó          | No clasificó          | No clasificó          | No clasificó          | No clasificó          | No clasificó          |                       |
| 1986                  | No clasificó          | No clasificó          | No clasificó          | No clasificó          | No clasificó          | No clasificó          | No clasificó          |                       |
| 1988                  | No clasificó          | No clasificó          | No clasificó          | No clasificó          | No clasificó          | No clasificó          | No clasificó          |                       |
| 1990                  | No clasificó          | No clasificó          | No clasificó          | No clasificó          | No clasificó          | No clasificó          | No clasificó          |                       |
| 1992                  | No clasificó          | No clasificó          | No clasificó          | No clasificó          | No clasificó          | No clasificó          | No clasificó          |                       |
| 1994                  | No clasificó          | No clasificó          | No clasificó          | No clasificó          | No clasificó          | No clasificó          | No clasificó          |                       |
| 1996                  | No clasificó          | No clasificó          | No clasificó          | No clasificó          | No clasificó          | No clasificó          | No clasificó          |                       |
| 1998                  | No clasificó          | No clasificó          | No clasificó          | No clasificó          | No clasificó          | No clasificó          | No clasificó          |                       |
| 2000                  | No clasificó          | No clasificó          | No clasificó          | No clasificó          | No clasificó          | No clasificó          | No clasificó          |                       |
| 2002                  | No clasificó          | No clasificó          | No clasificó          | No clasificó          | No clasificó          | No clasificó          | No clasificó          |                       |
| 2004                  | No clasificó          | No clasificó          | No clasificó          | No clasificó          | No clasificó          | No clasificó          | No clasificó          |                       |
| 2006                  | Fase de grupos        | 3                     | 0                     | 2                     | 1                     | 2                     | 4                     |                       |
| 2008                  | Fase de grupos        | 3                     | 0                     | 0                     | 3                     | 1                     | 14                    |                       |
| 2010                  | No clasificó          | No clasificó          | No clasificó          | No clasificó          | No clasificó          | No clasificó          | No clasificó          |                       |
| 2012                  | No clasificó          | No clasificó          | No clasificó          | No clasificó          | No clasificó          | No clasificó          | No clasificó          |                       |
| 2014                  | No clasificó          | No clasificó          | No clasificó          | No clasificó          | No clasificó          | No clasificó          | No clasificó          |                       |
| 2016                  | No clasificó          | No clasificó          | No clasificó          | No clasificó          | No clasificó          | No clasificó          | No clasificó          |                       |
| Total                 | 2/17                  | 6                     | 0                     | 2                     | 4                     | 3                     | 18                    |                       |

### Campeonato Sub-16 de la AFF
| AFF U-16 Championship | AFF U-16 Championship | AFF U-16 Championship | AFF U-16 Championship | AFF U-16 Championship | AFF U-16 Championship | AFF U-16 Championship | AFF U-16 Championship | AFF U-16 Championship |
| Año                   | Resultado             | J                     | G                     | E                     | P                     | GF                    | GC                    |                       |
| --------------------- | --------------------- | --------------------- | --------------------- | --------------------- | --------------------- | --------------------- | --------------------- | --------------------- |
| 2002                  | Fase de grupos        | 4                     | 1                     | 1                     | 2                     | 11                    | 11                    |                       |
| 2005                  | No participó          | No participó          | No participó          | No participó          | No participó          | No participó          | No participó          |                       |
| 2006                  | No participó          | No participó          | No participó          | No participó          | No participó          | No participó          | No participó          |                       |
| 2007                  | Fase de grupos        | 3                     | 0                     | 1                     | 2                     | 3                     | 9                     |                       |
| 2008                  | 4.º lugar             | 4                     | 0                     | 2                     | 2                     | 2                     | 5                     |                       |
| 2010                  | No participó          | No participó          | No participó          | No participó          | No participó          | No participó          | No participó          |                       |
| 2011                  | 4.º lugar             | 6                     | 3                     | 0                     | 3                     | 16                    | 6                     |                       |
| 2012                  | No participó          | No participó          | No participó          | No participó          | No participó          | No participó          | No participó          |                       |
| 2013                  | Fase de grupos        | 4                     | 1                     | 2                     | 1                     | 6                     | 6                     |                       |
| 2015                  | Fase de grupos        | 4                     | 1                     | 1                     | 2                     | 7                     | 12                    |                       |
| Total                 | 6/10                  | 25                    | 6                     | 7                     | 12                    | 45                    | 49                    |                       |